# دومیتیوس الکساندر
دومیتیوس الکساندر (انگلیسی: Domitius Alexander; ۱ ژانویهٔ ۰۳۰۰ – c. 310) پرسنل نظامی اهل روم باستان در آفریقا ویکاریوس یا معاون امپراتور روم بود. امپراتور روم ماکسنتیوس به او دستور داد پسرش را به عنوان گروگان به روم بفرستد. الکساندر نپذیرفت و در سال ۳۰۸ خود را به عنوان امپراتور اعلام کرد.